# Passione fatale 2
Passione fatale 2 (Body Chemistry II: The Voice of a Stranger) è un film del 1991 diretto da Adam Simon. Sequel direct-to-video di Passione fatale (1990), è il secondo di una serie di quattro thriller erotici incentrati sulla sexy e psicotica dottoressa Claire Archer, personaggio ispirato a quello interpretato da Glenn Close in Attrazione fatale.

## Trama
Dopo gli eventi del primo film, Claire Archer viene assunta come conduttrice di un programma radiofonico in cui dispensa perversi consigli romantici a chi telefona, ad esempio dicendo alle donne che le percosse dei loro fidanzati sono il segno del vero amore. Uno dei suoi interlocutori più problematici, Dan Pearson, è un'ex stella del football licenziato dalla polizia di Los Angeles per la sua vena violenta generata da un'infanzia di abusi. Claire si occupa personalmente dell'uomo con tendenze suicide iniziando una relazione sessuale, ma la sua "terapia" del sesso sadomaso non fa che peggiorare i suoi problemi. Quando Dan cerca di interrompere la relazione, Claire lo tortura e lo stuzzica fino all'orlo della follia, mettendo in pericolo sia la sua nuova carriera di meccanico automobilistico sia la sua ragazza Brenda, finché i poliziotti che in precedenza idolatravano Dan finiscono per sparargli a morte per salvare l'"innocente" Claire dalla sua rabbia.

## Distribuzione
Il film è stato proiettato in anteprima a San Diego il 13 dicembre 1991, e successivamente distribuito negli Stati Uniti in VHS e Laserdisc il 5 agosto 1992 dalla RCA/Columbia Pictures Home Video.

### Edizione italiana
Il film fu distribuito in Italia esclusivamente in VHS l'8 novembre 1994 dalla Columbia TriStar Home Video. Il doppiaggio fu eseguito dalla C.D.C. e diretto da Roberto Chevalier, autore anche dei dialoghi.

## Accoglienza

### Critica
Adrian Martin assegnò al film tre stelle su cinque, scrivendo: "L'aspetto intrigante dei film della serie è che, rispetto ai thriller ad alto budget come Attrazione fatale (1987), non c'è pretesa di profondità psicologica o commento sociale. Ogni scena è un amalgama elementare di sesso, violenza e follia (...). I fan della cultura trash saranno particolarmente interessati di sapere che il famigerato conduttore di talk show americano Morton Downey Jr. (...) ha un ruolo importante nel film come uno squallido proprietario di una stazione radio". Nella sua recensione, TV Guide afferma: "I cineasti (per lo più maschi) sottolineano la loro evidente paranoia nei confronti delle donne forti e dominanti con pesanti ornamenti da film noir: mai prima d'ora così tante veneziane hanno proiettato così tante ombre a motivi. L'ambientazione di una piccola città colpisce una nota in qualche modo azzeccata, mentre l'ostentata presenza del personaggio della TV trash Morton Downey Jr. come produttore di radio trash è esagerata anche in questo ambiente lurido".

## Sequel
La serie continuò con altri due film direct-to-video: Body Chemistry 3 (1994) e Body Chemistry 4: Full Exposure (1995), entrambi diretti da Jim Wynorski. In essi il ruolo di Claire Archer fu interpretato rispettivamente da Shari Shattuck e Shannon Tweed.